# Walter Ladengast
Walter Ladengast (* 4. Juli 1899 in Wien; † 3. Juli 1980 in München) war ein österreichischer Schauspieler.

## Leben
Walter Ladengast nahm Schauspielunterricht in Wien und besuchte die Kunstgewerbeschule in Berlin, bevor er von März 1917 bis November 1918 Kriegsteilnehmer war. Nach Kriegsende gab er an der Neuen Wiener Bühne sein Debüt und spielte 1920 in Warnsdorf.
Er kam lange Zeit nicht über Aufgaben an kleinen österreichischen Provinzbühnen hinaus und arbeitete nebenher als Maler. Da auch die Wiener Sascha Filmindustrie ihm nur zwei winzige Rollen übertrug, wechselte er in den 1930er Jahren nach Berlin, wo er allmählich häufiger bei der Filmproduktion eingesetzt wurde.
Ladengast viele Jahre auf unscheinbare, bedeutungslose Randfiguren festgelegt wie Arbeiter, kleine Gauner oder Leidtragende der Verbrechen anderer, wie 1951 in dem amerikanischen Kriegsfilm Entscheidung vor Morgengrauen, wo er von den Nazis kurz vor Kriegsende als Deserteur gehängt wird. Ladengast spielte nach 1945 am Wiener Volkstheater und arbeitete für den Rundfunk.
Erst die Regisseure des Neuen Deutschen Films gaben dem inzwischen über Siebzigjährigen Hauptrollen. In Werner Herzogs Jeder für sich und Gott gegen alle verkörperte er den Professor Georg Friedrich Daumer, der sich unerschütterlich um den Findling Kaspar Hauser kümmert, um aus ihm einen zivilisierten Menschen zu machen. In seiner letzten Rolle mimte er in Herzogs Nosferatu – Phantom der Nacht den Vampirjäger Van Helsing.
Walter Ladengasts Grab auf dem Münchner Waldfriedhof, Alter Teil, wurde 1988 eingeebnet.

## Filmografie
- 1927: Der Piccolo vom Goldenen Löwen
- 1928: Unter der Laterne
- 1934: Die kleinen Verwandten
- 1934: Liebe, Tod und Teufel
- 1934: Musik im Blut
- 1935: Die törichte Jungfrau
- 1936: Unter heißem Himmel
- 1937: Im Landhaus bei Chikago
- 1938: Die Umwege des schönen Karl
- 1938: Andere Länder, andere Sitten
- 1938: Spaßvögel
- 1939: Umwege zum Glück
- 1939: Meine Tante – deine Tante
- 1939: Ihr erstes Erlebnis
- 1939: Der Feuerteufel
- 1940: Mädchen im Vorzimmer
- 1940: Wunschkonzert
- 1941: Alles für Gloria
- 1941: Illusion
- 1941: Das leichte Mädchen
- 1943: Der Ochsenkrieg
- 1947: Triumph der Liebe
- 1948: Hin und her
- 1949: Märchen vom Glück
- 1949: Weißes Gold
- 1950: Alles für die Firma
- 1950: Das doppelte Lottchen
- 1950: Die Lüge
- 1950: Der Theodor im Fußballtor
- 1951: Entscheidung vor Morgengrauen (Decision Before Dawn)
- 1951: Falschmünzer am Werk
- 1951: Ruf aus dem Äther
- 1951: Das Tor zum Frieden
- 1952: Rosen blühen auf dem Heidegrab
- 1953: Der unsterbliche Lump
- 1953: Das Dorf unterm Himmel
- 1954: Unternehmen Edelweiß
- 1955: Hanussen
- 1955: Der grüne Kakadu
- 1955: Das Mädchen vom Pfarrhof
- 1955: Ein Weihnachtslied in Prosa
- 1956: Zwei Bayern in St. Pauli
- 1957: Wetterleuchten um Maria
- 1958: Taiga
- 1958: Ein gewisser Judas
- 1959: Geschlossene Gesellschaft
- 1959: Heimat – Deine Lieder
- 1960: Die Nacht in Zaandam
- 1960: An heiligen Wassern
- 1960: Waldhausstraße 20
- 1960: Das Haus voller Gäste
- 1961: Elisabeth von England
- 1961: Die toten Augen von London
- 1961: Urfaust
- 1961: Cancan und Bakarole
- 1964: Gewagtes Spiel: Der unersetzliche Verlust (TV)
- 1965: Die Sommerfrische
- 1965: Dr. Murkes gesammelte Nachrufe
- 1966: Das Rätsel von Foresthouse
- 1968: Bis zum Happy-End
- 1969: Der Kommissar – Die Tote im Dornenbusch
- 1970: Ein großer graublauer Vogel
- 1970: Unter Kuratel
- 1971: Ich liebe dich, ich töte dich
- 1971: Wie ich ein Neger wurde
- 1971: Zwei Briefe an Pospischiel
- 1972: Land
- 1973: Dem Täter auf der Spur (Fernsehserie) – Blinder Hass
- 1974: Jeder für sich und Gott gegen alle
- 1975: Berlinger
- 1977: Der Alte – Blütenträume
- 1979: Frau W.
- 1979: Nosferatu – Phantom der Nacht